# Exposição Colonial Portuguesa
A 'Exposição Colonial Portuguesa (16 de junho de 1934 — 30 de setembro de 1934) foi uma exposição realizada no Porto em 1934, no Palácio de Cristal, que foi renomeado como Palácio das Colónias.
No recinto da exposição reproduziram-se aldeias indígenas das várias colónias, construiu-se um parque zoológico com animais exóticos, edificaram-se réplicas de monumentos ultramarinos, divulgou-se a gastronomia, enquanto centenas de expositores da metrópole e das colónias atestavam o dinamismo empresarial do Império.